# Odostomia subglobosa
Odostomia subglobosa är en snäckart som beskrevs av Bartsch 1912. Odostomia subglobosa ingår i släktet Odostomia och familjen Pyramidellidae. Inga underarter finns listade i Catalogue of Life.